# Уваров Олександр Федорович
Олександр Федорович Уваров (рос. Александр Фёдорович Уваров; 1745 — 26 листопада 1811) — генерал-майор, учасник російсько-турецьких воєн.

## Біографія
Народився в 1745 році в родині російської знаті татарського походження. До військової служби був прийнятий в 1748 році до лейб-гвардії Семенівського полку.
У 1771 році Уваров перевівся до діючої проти турків армії та брав участь у багатьох боях, причому 26 грудня 1771 року за відзнаки був проведений в полковники та призначений командиром Апшеронського піхотного полку. 26 листопада 1775 року був нагороджений орденом св. Георгія 4-го ступеня (№ 219 за кавалерським списком Судравського та № 266 за списком Григоровича — Степанова)
|  | «За хоробрі та мужні подвиги при взятті міста Орсови, і в інших боях, що трапилися з неприятелем». Оригінальний текст (рос.) «За храбрые и мужественные подвиги при взятии города Орсовы, и в других случившихся с неприятелем сражениях». |

У 1774 році він брав участь у битвах при Туртукае і Русе.
Після укладення миру Уваров був відряджений з полком до Польщі, де взяв участь у приборканні польських конфедератів.
21 серпня 1776 року Уваров був призначений віце-полковником лейб-Гренадерського полку і 19 березня 1777 року вступив на посаду командира цього полку, 8 липня 1777 року імператриця Катерина II зробила його своїм флігель-ад'ютантом. 2 серпня 1778 року проведений в бригадири і 5 травня 1779 року — в генерал-майори. У січні 1782 року Уваров здав посаду полкового командира Гренадерського полку своєму братові Семену Федоровичу Уварову та отримав призначення командиром гвардійської гренадерської бригади.
21 квітня 1787 року, на початку російсько-турецької війни 1787—1792 років, Уваров отримав чин генерал-поручика, але в наступному році через хворобу залишив діючу армію і 14 квітня 1789 року вийшов у відставку.
Помер 26 листопада 1811 року в Москві.